# Falls City (Nebraska)
Falls City település az Amerikai Egyesült Államok Nebraska államában, Richardson megyében, melynek megyeszékhelye is. Lakosainak száma 4133 fő (2020. április 1.).

## Népesség
A település népességének változása:

| 2010 | 4 325 |
| 2020 | 4 133 |